# Ropotovo
Ropotovo (makedonska: Ропотово) är en ort i Nordmakedonien. Den ligger i kommunen Dolneni, i den centrala delen av landet, 60 kilometer söder om huvudstaden Skopje. Ropotovo ligger 609 meter över havet och antalet invånare är 780.